# Opel 6/16 PS
 (août 2024).
L'Opel 6/16 PS est une voiture de la catégorie familiale routière construite par Adam Opel KG de 1911 à 1920 pour succéder au modèle 6/14 PS.

## Historique et technologie
La 6/16 PS poursuit la tradition de ses deux prédécesseurs de la catégorie familiale routière consistant à offrir aux clients l'apparence d'une voiture plus grande.
Le moteur était un moteur quatre cylindres d'une cylindrée de 1 539 cm³, qui produisait 18 ch (13,3 kW) à 1 750 tr/min. Ce moteur à commande latérale était une version plus légère du moteur de 1,5 litre du modèle précédent. La puissance du moteur était transmise à l'essieu arrière via une boîte de vitesses manuelle à quatre vitesses. À l’époque, quatre rapports étaient inhabituels pour une voiture de la catégorie familiale routière. La vitesse maximale de la voiture était de 60 km/h.
Les deux essieux rigides étaient suspendus à des ressorts à lames trois quarts elliptiques.
La première série de la 6/16 PS avait quatre styles de carrosserie, un phaéton à deux places, une voiture de tourisme à quatre places, une limousine Pullman quatre portes et un landaulet. Fin 1915, la construction de la première série de la 6/16 PS est arrêtée.
En 1916, la deuxième série est présentée. Elle avait un moteur légèrement plus gros avec une cylindrée de 1 570 cm³, mais il ne produisait que 15 ch (11 kW). En plus des quatre variantes de carrosserie de la première série, les modèles de la deuxième série étaient également disponibles en version cabriolet. Pour le reste, la deuxième série était similaire à la première.
Fin 1920, la construction de la deuxième série de la 6/16 PS est arrêtée, sans successeur direct dans la catégorie familiale routière. Seul le modèle 7/34 PS, proposé à partir de 1927, perpétue la tradition d'Opel dans cette classe.